# Giuseppe Rega
Giuseppe Rega (Mugnano del Cardinale, 24 maggio 1825 – Napoli, 28 gennaio 1891) è stato un politico e avvocato italiano.
Fu Senato del Regno nelle legislature XIII, XIV, XV, XVI e XVII, sindaco di Mugnano del Cardinale e Consigliere e Presidente del provinciale consesso.